# Mosquer estriat oriental
El mosquer estriat oriental (Myiophobus fasciatus), és una espècie d'ocell passeriforme de la família dels tirànids (Tyrannidae) pertanyent al gènere Myiophobus. És nativa de l'est d'Amèrica Central i del Sud.

## Descripció
Són ocells de mida petita. El mosquer adult fa uns 12,7 cm de longitud i pesa 10,5 g. El cap i les parts superiors són de color marró fosc vermellós, i a la capçada té una cresta poc aparent de color groc, que queda erecta quan els adults estan excitats. Posseeix dues barres alars de color camussa pàl·lid i les parts inferiors són de color blanquinós amb ombres de color groc pàl·lid al ventre i amb pinzellades fosques al pit i als costats. El bec és de color negre a la part superior i marró a la inferior. Tots dos sexes tenen una aparença similar, però els juvenils no tenen corona.

## Distribució i hàbitat
Està absent de gairebé tota l'Amazònia. Aquesta espècie és considerada comuna en els seus hàbitats naturals: les clarianes arbustives, boscos esclarissats i les vores principalment per sota dels 1500 m d'altitud, localment fins als 2700 m a les valls andines.

## Comportament
Solen anar sols o en parells, enfilats en penjadors baixos i erectes, algunes vegades en zones obertes, però no són ocells conspicus. Fan vols curts per capturar insectes, tant a l'aire com al fullatge.

### Alimentació
La dieta consisteix d'insectes, incloent-hi petits escarabats, formigues i petites vespes i mosques; també petites baies.

### Reproducció
Construeix un niu profund amb tiges i escorça, teixits amb fibres vegetals fines, que suspèn de la vora des d'una branca lateral a la part baixa dels arbres. La posta típica sol constar de dos ous de color crema amb una corona de color vermell. La femella els cova durant 17 dies, i els pollets triguen a emplomar-se 15 a 17 dies més. Aquesta espècie pateix el parasitisme de posta del vaquer lluent (Molothrus bonariensis).

## Sistemàtica
L'espècie M. fasciatus va ser descrita per primera vegada pel naturalista alemany Philipp Ludwig Statius Müller el 1776 sota el nom científic Muscicapa fasciata; la localitat tipus és «Cayena, Guaiana Francesa».

### Etimologia
El nom genèric Myiophobus es compon de les paraules del grec antic «μυια (muia)», «μυιας (muias)» que significa “mosca”, i «φοβος (phobos)» que significa “terror”, “por”, “pànic”; i el nom de l'espècie «fasciatus», prové del llatí “fàscia” que significa “banda”, “barra”.

### Taxonomia
Abans de la revisió taxonòmica, el mosquer estriat oriental se'l coneixia com mosquer estriat. Les subespècies M. fasciatus crypterythrus i M. fasciatus rufescens, com ja va ser anticipat per autors anteriors, com Ridgely i Tudor (2009), van ser separades com a espècies plenes amb base en diferències de plomatge i de vocalització, el que va ser seguit per les principals classificacions i pel Comitè de Classificació de Sud-americà (SACC) en la Proposta No 963.
Ohlson et al. (2008) va presentar dades geneticomoleculars demostrant que el gènere Myiophobus és altament polifilètic, integrat per tres grups que no són ni parents pròxims entre si; aquesta espècie, juntament amb Myiophobus cryptoxanthus, forma part d'un dels grups esmentats.

### Subespècies
Segons les classificacions del Congrés Ornitològic Internacional (IOC) i Clements Checklist/eBird, es reconeixen cinc subespècies:
- M. f. furfurosus (Thayer & Bangs, 1905) – sud-oest de Costa Rica (vall de Téraba) i oest de Panamà (inclusivament illa Pearl).
- M. f. fasciatus (Müller, 1776) – Veneçuela, Trinitat, les Guaianas, nord del Brasil (Roraima, Amapá), Colòmbia (excepte el sud-oest) i est de l'Equador.
- M. f. saturatus (Berlepsch & Stolzmann, 1906) – est del Perú (de Sant Martí a Cusco).
- M. f. auriceps (Gould & Gray, 1839) – sud-est del Perú, oest del Brasil (Acre), nord i est de Bolívia, nord i centre de l'Argentina (al sud fins a Buenos Aires i oest de Paraguai.
- M. f. flammiceps (Temminck, 1822) – est i sud del Brasil (a l'est des de l'est de Pará, Mato Grosso i Mato Grosso do Sul) i est de Paraguai cap al sud fins al nord-est de l'Argentina i Uruguai.